# Tetrametylosilan
Tetrametylosilan, TMS – metaloorganiczny związek chemiczny o wzorze sumarycznym: Si(CH3)4. Tetrametylowa pochodna monosilanu, zalicza się do związków krzemoorganicznych. Jak wszystkie silany, TMS ma strukturę tetraedryczną, ponieważ atom krzemu posiada hybrydyzację sp3.

## Zastosowanie w spektroskopii NMR
Tetrametylosilan jest stosowany głównie jako standard wewnętrzny do kalibrowania przesunięcia chemicznego w spektroskopii 1H, 13C oraz 29Si NMR. Ponieważ wszystkie dwanaście atomów wodoru w jego cząsteczce są równocenne chemicznie, widmo 1H NMR tego związku przedstawia pojedynczy singlet. Położenie tego sygnału zostało umownie przyjęte jako równe zeru zarówno dla skali podawanej w Hz jak i w jednostkach arbitralnych ppm i każdy inny sygnał na widmie jest podawany w odniesieniu do sygnału TMS-u. Większość związków organicznych absorbuje promieniowanie magnetyczne w dół pola względem sygnału TMS-u, dlatego interferencja pomiędzy sygnałem wzorca a sygnałem próbki nie zachodzi. Istnieją także związki, głównie pochodne krzemu, których sygnały przesunięte są w górę pola względem sygnału tego wzorca, czyli ich wartości są ujemne.
Podobnie wszystkie cztery atomy węgla w cząsteczce tetrametylosilanu są równocenne chemicznie. Całkowicie odsprzężone widmo 13C NMR TMS-u przedstawia pojedynczy sygnał (singlet) łatwy do zidentyfikowania na widmie. Przesunięcie chemiczne tego sygnału zostało również umownie przyjęte za równe zeru (δ = 0 ppm), a pozostałe sygnały na widmie ustala się względem tego wzorca.
Zaletą tetrametylosilanu jako wzorca jest jego wysoka lotność (temp. wrzenia 27 °C), co pozwala łatwo usunąć go z badanej próbki po wykonanym pomiarze. TMS dobrze rozpuszcza się w większości rozpuszczalników organicznych. Ponadto jest obojętny chemicznie, dlatego nie wchodzi w reakcje z badaną próbką. Pomimo tych zalet coraz częściej wykonuje się widma 1H oraz 13C NMR bez dodawania TMS-u do próbki, kalibrując widmo względem sygnału zastosowanego rozpuszczalnika dla widm 13C NMR oraz względem sygnału pochodzącego od śladowych ilości rozpuszczalnika niedeuterowanego w próbce dla widm 1H NMR.
Do badania próbek rozpuszczonych w wodzie lub ciężkiej wodzie stosuje się TMS jako wzorzec zewnętrzny, umieszczony w osobnej kapilarze zanurzonej w badanej próbce, choć może być on zastąpiony wodnym roztworem DSS jako wzorzec wewnętrzny.
W przypadku badania rezonansu magnetycznego innych jąder niż 1H, 13C i 29Si stosuje się inne substancje wzorcowe.